# ایکینجی وارلی
ایکینجی وارلی (به ترکی آذربایجانی: İkinci Varlı) یک منطقه مسکونی در جمهوری آذربایجان است که در شهرستان سالیان واقع شده است. ایکینجی وارلی ۸۲۲ نفر جمعیت دارد.

## دین
در مسجد جامع ایکینجی وارلی یک هیئت مذهبی وجود دارد.